# VI. Bonifác pápa
VI. Bonifác (latinul: Bonifacius) (805. december 13., Róma – 896. április 26., Róma) léphetett a történelem folyamán 113.-ként a pápai trónra 896. április 10-én. Rómában ekkoriban két párt versengett egymással, és az egyik legrövidebb pontifikátust magáénak tudó Bonifác is csak ennek a harcnak a bábja volt.

## Élete
Rómában született, Hadrianus püspök gyermekeként. Már igen fiatalon az egyház szolgálatába állt, azonban pályája nem volt éppen zökkenőmentes. Kétszer is megfosztották az egyházi rendtől, egyszer szubdiakónusként egyszer pedig presbiterként. Mindennek ellenére amikor a botrányos uralkodású Formózusz pápa meghalt, a római zsinaton a nép közfelkiáltással választotta meg az egyház élére, amit egyesek szerint a római párt buzdításának és lefizetésének köszönhetett. 896. április 4-én választották meg és 15 nap múlva, április 19-én már holtan találták rezidenciájában. A hivatalos álláspont szerint köszvényben halt meg, de elképzelhető, hogy a spoletoi párt útjában állt Bonifác, és gyilkosság áldozata lett. Mindenesetre 898-ban IX. János pápa a római zsinaton érvénytelenné nyilvánította Bonifác uralkodását.

## Művei
- Documenta Catholica Omnia (latin nyelven). (Hozzáférés: 2011. december 6.)